# Guillem Bauzà Mayol
Guillem Bauzà (Palma, 25 d'octubre de 1984) és un futbolista balear que juga com a davanter pel Merthyr Town FC de la Southern Football League.
El 2003 debutà com futbolista amb el RCD Mallorca B. Va estar en el club dos temporades. Al final de 2005, el club baixà a tercera divisió, i Bauzà va ser traspassat al RCD Espanyol B. L'any de la seva arribada el club va aconseguir quedar en segona posició del cinquè grup de tercera divisió. El 2007 feu un salt gràcies al Swansea City AFC, que va aconseguir els seus serveis. A la temporada 2007/2008, guanyà la Lliga One, pujant d'aquesta manera a la Football League Championship. Després d'uns quants anys en el segon nivell de la lliga anglesa, Bauzà va ser traspassat per un any al Hereford United. Després de jugar per un breu període en el Northampton Town FC, i per dos temporades al Exeter City FC, va ser fitxat pel Port Talbot Town FC al 2013.